# Kabinet-Marlin I
Het kabinet-Marlin I was van november 2015 tot december 2016 het kabinet van het land Sint Maarten.

## Achtergrond
Na de verkiezingen van 2014 werd in eerste instantie kabinet-Gumbs gevormd, dat steunde op een meerderheid van de United People's Party en 2 onafhankelijke Statenleden. Toen de meerderheid onder de coalitie in oktober 2015 wegviel, diende het kabinet zijn ontslag in. Hier ging echter onenigheid over een al dan niet nieuw te vormen coalitie aan vooraf. Uiteindelijk benoemde de gouverneur, Eugene Holiday, de leider van de NA William Marlin tot formateur, maar schreef tevens nieuwe verkiezingen uit.
Op 19 november 2015 werd het nieuwe kabinet benoemd dat steunde op een krappe meerderheid van 8 van de 15 zetels in de Staten. Marlin probeerde het uitschrijven van de nieuwe verkiezingen, die gepland stonden voor februari 2016, ongedaan te maken door een nieuw landsbesluit naar de gouverneur te sturen en uit te stellen tot 2018, een landsbesluit dat niet werd getekend door Holiday. Na kritiek hierop werd enkele dagen later als compromis een nieuw landsbesluit opgesteld - en ditmaal wel ondertekend - waarbij de verkiezingen werden uitgeschreven in september 2016.
Daarnaast bestonden spanningen met de Rijksministerraad en in het bijzonder de Nederlandse Minister voor Koninkrijksrelaties, Ronald Plasterk op het gebied van integriteit en de instelling van een integriteitskamer.

## Samenstelling[13][3]
| Ministerie                                                                    | Minister                 | Partij | Opmerkingen            |
| ----------------------------------------------------------------------------- | ------------------------ | ------ | ---------------------- |
| Minister-President en tevens Minister van Algemene Zaken                      | William Marlin           | NA     |                        |
| Minister van Justitie                                                         | Richard Gibson (interim) | NA     | tot 26 januari 2016    |
| Minister van Justitie                                                         | Edson G. Kirindongo      | USP    | vanaf 26 januari 2016  |
| Minister van Financiën                                                        | Richard Gibson           | NA     |                        |
| Minister van Volkshuisvesting, Ruimtelijke Ordening, Milieu en Infrastructuur | William Marlin (interim) | NA     | tot 27 november 2015   |
| Minister van Volkshuisvesting, Ruimtelijke Ordening, Milieu en Infrastructuur | Angel C. Meyers          |        | vanaf 27 november 2015 |
| Minister van Onderwijs, Cultuur, Jeugd- en Sportzaken                         | Silveria Jacobs          | NA     |                        |
| Minister van Volksgezondheid, Sociale Ontwikkeling en Arbeidszaken            | Emil Lee                 | DP     |                        |
| Minister van Toerisme, Economische Zaken, Vervoer en Communicatie             | Irania Arrindell         |        |                        |

De gevolmachtigd minister van Sint Maarten maakt geen deel uit van het Sint-Maartense kabinet, maar wel van de Rijksministerraad. Henrietta Doran-York (NA) vervult onder dit kabinet de rol van gevolmachtigd minister.
De gouverneur van Sint Maarten vervangt het staatshoofd. De gouverneur heeft geen politieke verantwoordelijkheden en maakt geen deel uit van het kabinet. Sinds 2010 is Eugene Holiday gouverneur van Sint Maarten.